# Exile on Main St.
Exile on Main St. je studiové dvojalbum britské rockové skupiny The Rolling Stones, které vyšlo v roce 1972 a kritikou je považováno za jedno z jejich nejlepších alb.
Ačkoli bylo toto album po svém vydání přijímáno s rozpačitými pocity, dnes je obecně považováno za jednu z nejlepších desek Rolling Stones. Prvotní nejednoznačné přijetí pramení z toho, že chvíli trvá, než se její hudba vstřebá. Je to pomalu plynoucí dvojalbum zahrnující celou škálu stylů od rock & rollu přes blues, soul až ke country. Tím sice nepřináší nic nového, ale nová je sama jeho podstata. Využívá až do extrému oné pochmurnosti a bezútěšnosti, na nichž stály již alba Let It Bleed a Sticky Fingers, a dává vzniknout nepříliš lyrické a pomalé nahrávce. Jaggerovy vokály jsou utopené v různých mixech a hudba sama je směsicí temných a hutných jamů, z nichž vyrážejí Richardsova a Taylorova kytarová sóla. I kvalita písní šla nahoru. Jejich country na tomto albu už nezní tak násilně a kýčovitě, ale je živé a celistvé, stejně jako výlety skupiny k soulu nebo gospelu. Všechny písně jsou vynikající, jmenujme zejména mistrovské kusy jako "Rocks Off", "Tumbling Dice", "Torn and Frayed", "Happy", "Let It Loose" nebo "Shine a Light", které drží pohromadě díky specifické lyrice a temným kytarovým riffům. Není mnoho desek, natož dvojalba, která by byla tak hudebně bohatá a mistrovsky provedená jako Exile on Main St. Ta se tak nestala jen jedním z nejlepších počinů Rolling Stones, ale zároveň postavila velmi vysokou laťku ostatním hard-rockovým nahrávkám.

## Seznam skladeb

#### Původní vydání (1972)
| Pořadí | Název                       | Autor                    | Délka |
| ------ | --------------------------- | ------------------------ | ----- |
| 1.     | Rocks Off                   | (Jagger/(Richards)       | 4:31  |
| 2.     | Rip this Joint              | (Jagger/Richards)        | 2:22  |
| 3.     | Shake Your Hips             | (Harpo)                  | 2:59  |
| 4.     | Casino Boogie               | (Jagger/Richards)        | 3:33  |
| 5.     | Tumbling Dice               | (Jagger/Richards)        | 3:45  |
| 6.     | Sweet Virginia              | (Jagger/Richards)        | 4:27  |
| 7.     | Torn and Frayed             | (Jagger/Richards)        | 4:17  |
| 8.     | Sweet Black Angel           | (Jagger/Richards)        | 2:54  |
| 9.     | Loving Cup                  | (Jagger/Richards)        | 4:25  |
| 10.    | Happy                       | (Jagger/Richards)        | 3:04  |
| 11.    | Turn on the Run             | (Jagger/Richards)        | 2:36  |
| 12.    | Ventilator Blues            | (Jagger/Richards/Taylor) | 3:24  |
| 13.    | I Just Want to See His Face | (Jagger/Richards)        | 2:52  |
| 14.    | Let It Loose                | (Jagger/Richards)        | 5:16  |
| 15.    | All Down the Line           | (Jagger/Richards)        | 3:49  |
| 16.    | Stop Breaking Down          | (Johnson)                | 4:34  |
| 17.    | Shine a Light               | (Jagger/Richards)        | 4:14  |
| 18.    | Soul Survivor               | (Jagger/Richards)        | 3:49  |

#### Reedice - bonusové skladby (2010)
| Pořadí | Název                                                         | Autor             | Délka |
| ------ | ------------------------------------------------------------- | ----------------- | ----- |
| 1.     | Pass the Wine (Sophia Loren)                                  | (Jagger/Richards) | 4:54  |
| 2.     | Plundered My Soul                                             | (Jagger/Richards) | 3:59  |
| 3.     | I'm Not Signifying                                            | (Jagger/Richards) | 3:55  |
| 4.     | Following the River                                           | (Jagger/Richards) | 4:52  |
| 5.     | Dancing in the Light                                          | (Jagger/Richards) | 4:21  |
| 6.     | So Divine (Aladdin Story)                                     | (Jagger/Richards) | 4:23  |
| 7.     | Loving Cup (Alternativní verze)                               | (Jagger/Richards) | 5:26  |
| 8.     | Soul Survivor (Alternativní verze)                            | (Jagger/Richards) | 3:59  |
| 9.     | Good Time Women                                               | (Jagger/Richards) | 4:25  |
| 10.    | Title 5                                                       | (Jagger/Richards) | 1:47  |
| 11.    | All Down the Line (Alternativní verze; vydáno pouze Japonsku) | (Jagger/Richards) | 2:36  |

## Obsazení

### The Rolling Stones
- Mick Jagger – zpěv (všechny skladby kromě "Happy"), doprovodné vokály ("Rocks Off", "Rip This Joint", "Tumbling Dice", "Sweet Virginia", "Torn and Frayed", "Loving Cup", "Happy", "Turd on the Run", "Let It Loose", "All Down the Line", "Soul Survivor"), harmonika ("Shake Your Hips", "Sweet Virginia", "Sweet Black Angel", "Turd on the Run", "Stop Breaking Down"), elektrická kytara ("Tumbling Dice", "Stop Breaking Down"), tamburína ("Rocks Off"), perkuse ("Casino Boogie")
- Keith Richards – elektrická kytara ("Rocks Off", "Rip This Joint", "Shake Your Hips", "Casino Boogie", "Tumbling Dice", "Torn and Frayed", "Loving Cup", "Happy", "Turd on the Run", "Ventilator Blues", "Let It Loose", "All Down the Line", "Soul Survivor"), doprovodné vokály ("Rocks Off", "Rip This Joint", "Casino Boogie", Tumbling Dice", "Sweet Virginia", "Torn and Frayed", "Sweet Black Angel", "Loving Cup", "Happy", "Turd on the Run", "Let It Loose", "All Down the Line", "Soul Survivor"), akustická kytara ("Sweet Virginia", "Torn and Frayed", "Sweet Black Angel", "Loving Cup", "Ventilator Blues"), basová kytara ("Casino Boogie", "Happy", "Soul Survivor"), elektrické piáno ("I Just Want to See His Face"), zpěv ("Happy", "Soul Survivor" (Alternate take)
- Mick Taylor – elektrická kytara ("Rocks Off", “Rip This Joint”, "Shake Your Hips", "Casino Boogie", "Turd on the Run", "Ventilator Blues", "All Down the Line", "Stop Breaking Down", "Shine a Light"), akustická kytara ("Sweet Virginia", "Sweet Black Angel"), basová kytara ("Tumbling Dice", "Torn and Frayed", "I Just Want to See His Face")
- Bill Wyman – basová kytara ("Rocks Off", "Shake Your Hips", "Sweet Virginia", "Sweet Black Angel", "Loving Cup", "Ventilator Blues", "Let It Loose", "Stop Breaking Down", "Shine a Light")
- Charlie Watts – bicí ("Rocks Off", "Rip This Joint", "Shake Your Hips", "Casino Boogie", "Tumbling Dice", "Sweet Virginia", "Torn and Frayed", "Loving Cup", "Turd on the Run", "Ventilator Blues", "I Just Want to See His Face", "Let It Loose", "All Down the Line", "Stop Breaking Down", "Soul Survivor"), perkuse ("Sweet Black Angel")

### Hostující hudebníci (1972)
- Nicky Hopkins – piano ("Rocks Off", "Rip This Joint", "Tumbling Dice", "Torn and Frayed", "Loving Cup", "Turd on the Run", "Ventilator Blues", "Let It Loose", "All Down the Line", "Soul Survivor"), elektrické piano ("Casino Boogie", "Happy", "I Just Want to See His Face")
- Bobby Keys – tenorsaxofon ("Rocks Off", "Rip This Joint", "Shake Your Hips", "Casino Boogie", "Tumbling Dice", "Sweet Virginia", "Loving Cup", "Happy", "Let It Loose", "All Down the Line"), maracas ("Happy", "Turd on the Run")
- Jim Price – trubka ("Rocks Off", "Rip This Joint", "Tumbling Dice", "Loving Cup", "Happy", "Ventilator Blues", "Let It Loose", "All Down the Line"), varhany ("Torn and Frayed")
- Ian Stewart – piano ("Shake Your Hips", "Sweet Virginia", "Stop Breaking Down")
- Jimmy Miller – perkuse ("Sweet Black Angel", "Loving Cup", "I Just Want to See His Face", "All Down the Line"), bicí ("Tumbling Dice", "Happy", "Shine a Light")
- Bill Plummer – kontrabas ("Rip This Joint", "Turd on the Run", "I Just Want to See His Face", "All Down the Line")
- Billy Preston – piano ("Shine a Light"), varhany ("Shine a Light")
- Al Perkins – steel kytara ("Torn and Frayed")
- Richard Washington – marimba ("Sweet Black Angel")
- Clydie King, Venetta Fields – doprovodné vokály ("Tumbling Dice", "I Just Want to See His Face", "Let It Loose", "Shine a Light")
- Joe Greene – doprovodné vokály ("Let It Loose", "Shine a Light")
- Chris Shepard – tamburína ("Turd on the Run")
- Jerry Kirkland – doprovodné vokály ("I Just Want to See His Face", "Shine a Light")
- Mac Rebennack, Shirley Goodman, Tami Lynn – doprovodné vokály ("Let It Loose")
- Mac Rebennack – piano ("Let It Loose")
- Mac Rebennack, Kathi McDonald – doprovodné vokály ("All Down the Line")
- Bobby Whitlock - piano ("I Just Want to See His Face")

### Hostující hudebníci (2010)
- Lisa Fischer, Cindy Mizelle – doprovodné vokály (
- David Campbell – aranžmá pro smyčcové kvarteto ("Following the River")

### Technická podpora

#### 1972
- Jimmy Miller – produkce

- Glyn Johns – zvukový inženýr
- Andy Johns – zvukový inženýr
- Joe Zagarino – zvukový inženýr
- Jeremy Gee – zvukový inženýr
- Doug Sax – mastering
- Robert Frank – obal alba
- John Van Hamersveld – design alba
- Norman Seeff – design alba

#### 2010
- Don Was a The Glimmer Twins (Jagger/Richards) – produkce
- Bob Clearmountain – mixing

## Žebříčky
Album
| Rok       | žebříček                                  | Pozice |
| --------- | ----------------------------------------- | ------ |
| 1972      | UK Top 50 Albums                          | 1      |
| 1972 1973 | Billboard Pop Albums Billboard Pop Albums | 1 137  |

Singly
| Rok  | Singl           | Žebříček              | Pozice |
| ---- | --------------- | --------------------- | ------ |
| 1972 | "Tumbling Dice" | UK Top 50 Singles     | 5      |
| 1972 | "Tumbling Dice" | The Billboard Hot 100 | 7      |
| 1972 | "Happy"         | The Billboard Hot 100 | 22     |

## Certifikace
| Organizaec | Úroveň  | Datum           |
| ---------- | ------- | --------------- |
| RIAA – USA | Zlato   | 30. května 1972 |
| RIAA – USA | Platina | 31. května 2000 |